# Stelgidopteryx
Stelgidopteryx là một chi chim trong họ Hirundinidae.